# 40-tal (tidskrift)
40-tal var en svensk litteraturtidskrift som utgavs av Bonniers förlag under åren 1944–1947.
I redaktionen ingick till en början Werner Aspenström, Lennart Göthberg och Claes Hoogland, senare även Mårten Edlund och Gustaf Rune Eriks. Från hösten 1946 bestod redaktionen av Aspenström, Hoogland och Stig Dagerman.

Tidskriften var ett centralt och betydelsefullt forum för författarna inom fyrtiotalismen med såväl skönlitterära bidrag som essäer och debattartiklar. Den strävade dock inte efter att lansera något gemensamt litterärt program eller manifest för den fyrtiotalistiska litteraturen. I det första numret 1944 deklarerades: 
| ” | 40-tal kommer med den bestämda ambitionen att vara en ung debatt- och debutscen. Vi torgför inget litterärt program. Vi vill skapa ett fritt forum, där olika åsikter och riktningar kan konfronteras med varandra. | „ |

Trots detta saknades inte principiella programförklaringar av enskilda författare. Lars Ahlin lanserade sin förbedjarestetik i essän Om ordkonstens kris (1945:1). Stig Dagerman skrev om konflikten mellan diktarens sociala och konstnärliga samvete i Diktaren och samvetet (1945:6). Gösta Oswald lanserade ett program för nysymbolism i Nysymbolismen. En förinnerligad objektivism (1946:5). Werner Aspenström problematiserade den absurda livshållningen och presenterade en motsättningarnas filosofi i Myten om människan (1947:4). 
Den unge Lennart Göthberg försökte i flera artiklar ringa in och urskilja framträdande tidstypiska drag i den nya litteraturen och blev på så sätt tidskriftens och fyrtiotalsgenerationens centrale kritiker och uttolkare. Tidens vitala och polemiska debattklimat återspeglades i 40-tal där förespråkarna konsekvent försvarade den fyrtiotalistiska litteraturen, men samtidigt lät meningsmotståndare komma till tals. Översättningar och introduktioner av utländska modernister och filosofer som Albert Camus, Jean-Paul Sartre, Stephen Spender och T.S. Eliot förekom också. Karl Vennbergs essäer om Franz Kafka befäste Kafkas centrala position för fyrtiotalismens litteraturklimat.   
Utöver de nämnda skribenterna fanns bland andra Sven Alfons, Axel Liffner och Erik Lindegren. Även konstnärer som Arne Jones och Lennart Rodhe medverkade med illustrationer.